# Vaso de Portland

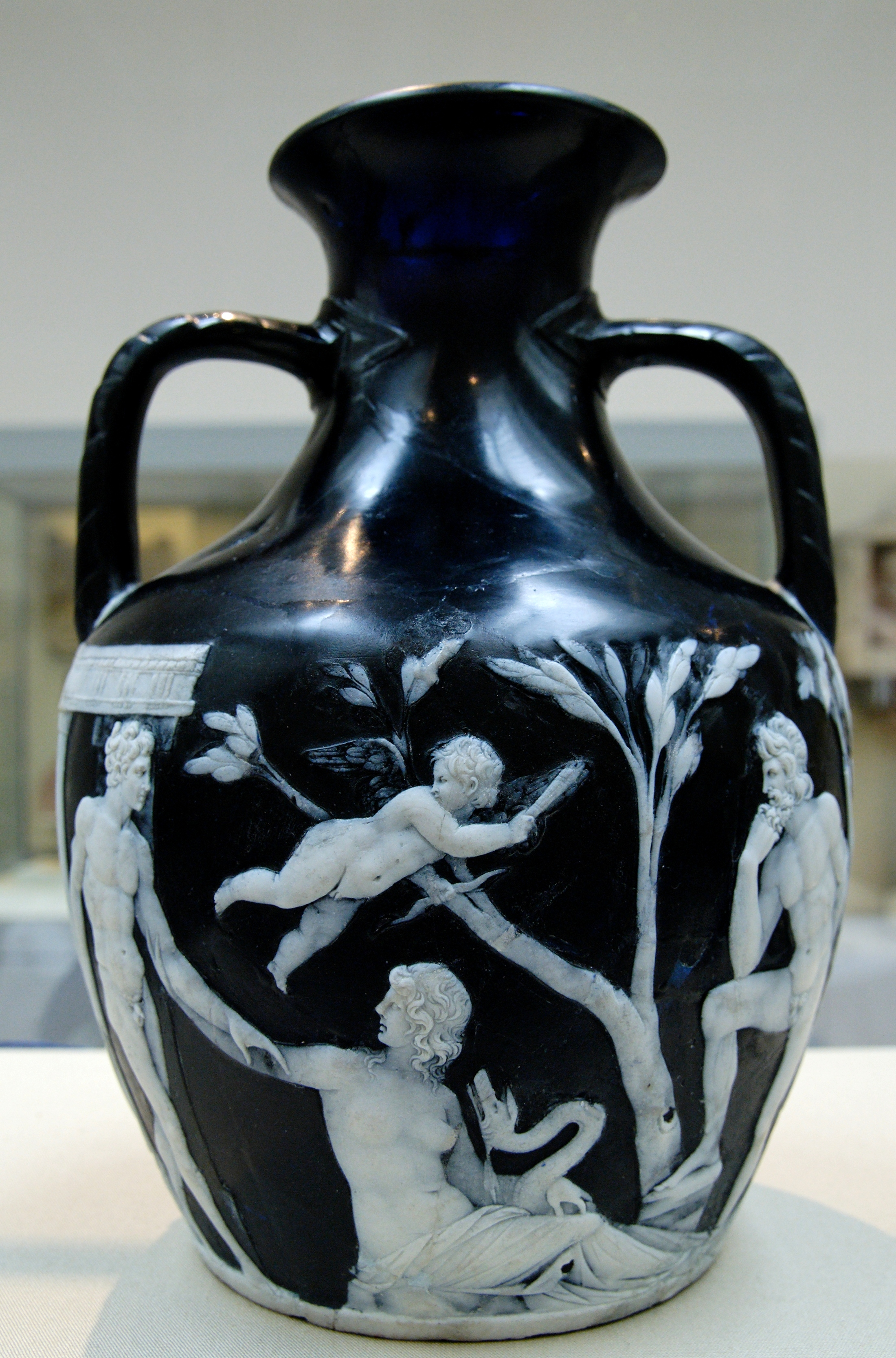
Vaso de Portland (cena 1).

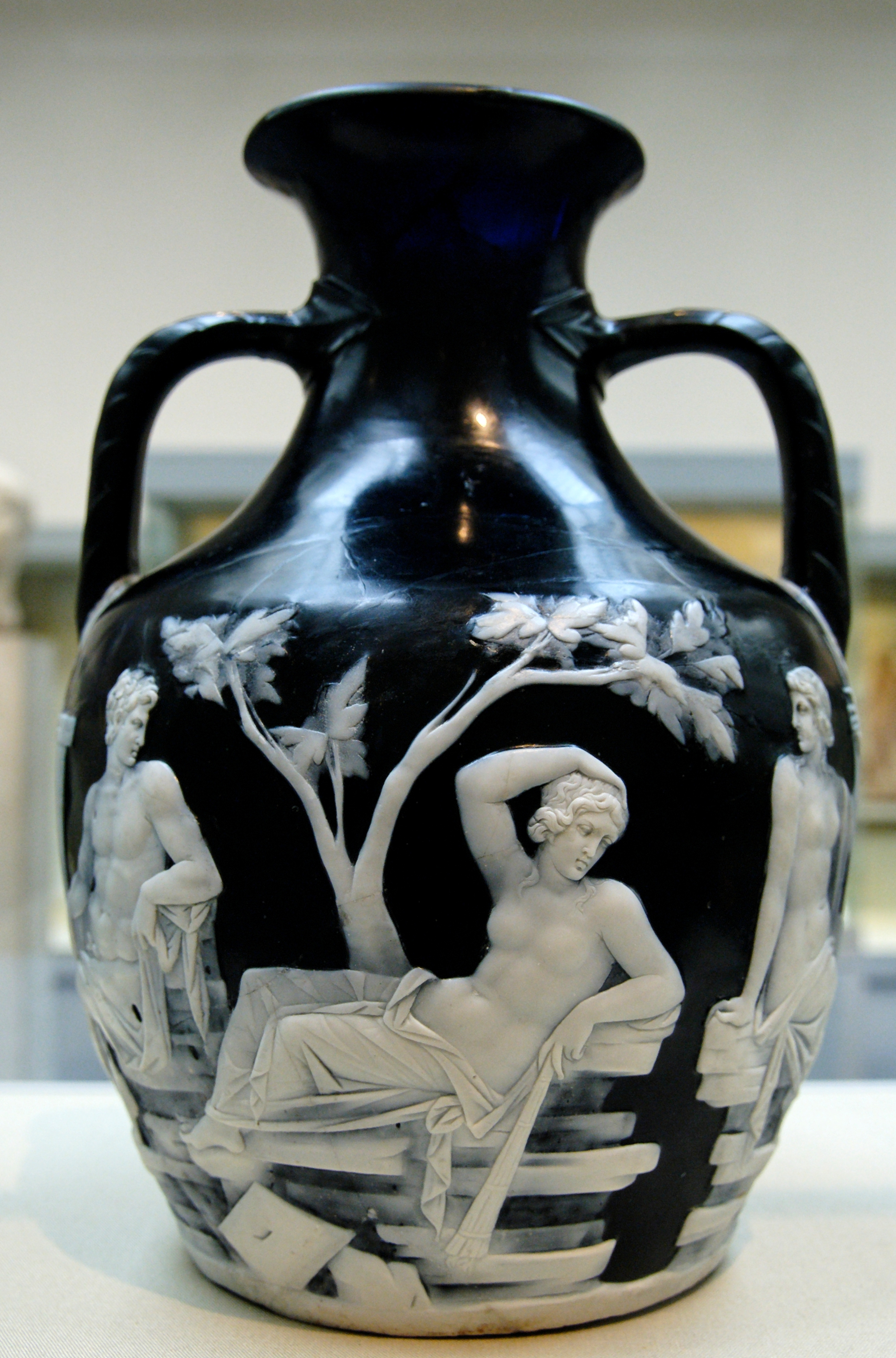
Cena 2.

O vaso de Portland é um vaso de vidro camafeu romano, atualmente datado entre 5-25 d.C., que serviu como uma inspiração para muitos fabricantes de vidro e porcelana no início do século XVIII em diante. Desde 1810 o vaso foi mantido quase continuamente no museu britânico em Londres. O vaso é de cerca de 24 cm de altura e 17,7 de diâmetro. É feito de vidro azul-violeta, e cercado com uma representação de vidro camafeu branco com sete figuras (deuses e pessoas).
Na parte inferior havia um disco de vidro camafeu, também em azul e branco, mostrando uma cabeça, que se presume ser de Páris ou Príamo na base do barrete frígio que trajam. Este medalhão claramente não pertence ao vaso, e foi exibido separadamente desde 1845. Pode ter sido adicionado ao reparar uma ruptura na antiguidade, ou depois, ou o resultado de uma conversão de uma original forma de ânfora (acompanhada por um vaso de vidro camafeu azul de Pompeia) - foi definitivamente presa à parte inferior pelo menos em 1826.

## Iconografia
A interpretação das representações contidas no vaso ainda hoje são motivo de debates e discussões. Considera-se tanto que estas cenas possam representar passagens mitológicas ou então uma realidade histórica distorcida, ou seja, misturada com elementos mitológicos. Na primeira cena, um jovem (imperador Augusto) se move para a direita com seu braço estendido para agarrar o braço de uma mulher (Ácia) que está sentada em uma pedra, apoiando uma cobra. Cupido que segura uma tocha, sobrevoa acima de ambos. À direita, há um homem barbudo (deus Netuno) com a mão no queixo e seu pé direito apoiado sobre uma rocha. Nesta cena, Ácia, participando de uma vigília no templo de Apolo, recebe a visita do deus que a fecunda dando origem ao futuro imperador, Augusto. Netuno, a direita, representaria o sucesso de Augusto na Batalha de Áccio em 31 a.C., uma vez que o imperador considerou sua vitória uma obra deste deus.
Na segunda cena um homem (Páris) está sentado em uma pilha de pedras olhando para uma mulher (deusa Vênus) à extrema direita que segura um cetro. No centro da cena há uma mulher (Hécuba) reclinada segurando uma tocha. Nesta cena Hécuba, esposa do rei Príamo de Troia, sonha que daria à luz uma tocha flamejante que atearia fogo a uma cidade e a destruiría. Páris, a esquerda, senta-se no que aparenta ser as ruínas de um edifício de Troia. Vênus, a direita, segundo o mito prometeu a Páris a mulher mais bela do mundo, Helena, se ele a escolhesse como a deusa mais bela no concurso de beleza mítico entre Vênus, Minerva e Juno, conhecido como Julgamento de Páris.
Partindo de tais interpretações pode-se entender que a primeira cena retrata o nascimento de Augusto, a Batalha de Áccio e o renascimento de Roma, enquanto que a segunda cena representa o nascimento de Páris, a Guerra de Troia e a destruição da mesma. Em certo ponto a iconografia do Vaso de Portland seria um reflexo da ideologia propagada pela obra de Virgílio (Eneida) de que os romanos descendem de um herói troiano, Eneias que fugiu da destruição da cidade e se estabeleceu na Itália onde seus descendentes fundaram Roma. Desta forma pode -se entender que as cenas no vaso querem representar que, sem a destruição de Troia, a ascensão de Roma muito menos o reinado de Augusto teriam acontecido.

## História

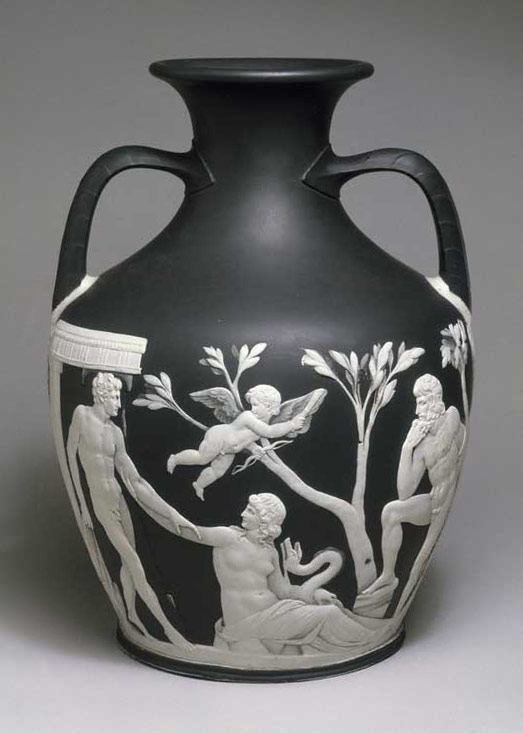
Réplica de Josiah Wedgwood (1790).

Baseado nas cenas e no estilo de trabalho, o Vaso de Portland que geralmente se acredita ter sido feito em Roma em algum momento entre 30−20 a.C. Dr. Jerome Eisenberg argumentou na revista Minerva que o vaso foi produzido no século XVI e não na antiguidade, porque a iconografia é incoerente.
Diz a lenda que foi descoberto por Fabrizio Lazzaro na sepultura do imperador Alexandre Severo, em Monte del Grano perto de Roma, e escavado por volta de 1582. A primeira referência história ao vado está em uma carta 1601 do estudioso fancês Nicolas Claude Fabri de Peiresc ao pintor Peter Paul Rubens, onde ele registra-o na coleção do cardeal Francesco Maria Del Monte na Itália. Em seguida passou para a coleção da família Barberini (que inclui também esculturas tais como o Fauno Barberini e Apolo Barberini).
Sir William Hamilton, embaixador britânico em Nápoles, comprou-o em 1778 de James Byres. Byres, um negociante de arte escocês, tinha adquirido-o quando Dona Cornelia Barberini-Colona, princesa de Palestrina, o vendeu; ela havia herdado o vaso da família Barberini. Hamilton trouxe-o para a Inglaterra em sua partida seguinte, após a morte de sua esposa, Catherine. Em 1784, com a assistência de sua sobrinha, Mary, organizou uma venda privada para Margaret Cavendish-Harley, viúva de William Bentinck, segundo duque de Portland.
Em 1786 passou o vaso para seu filho, terceiro duque de Portland. Este emprestou o vaso original para Josiah Wedgwood e então para o museu britânico que o apelidou de "Vaso de Portland". Foi depositado permanentemente no museu pelo quarto duque em 1810, após um amigo dele quebrar a base. O vaso se manteve no museu britânico desde 1810, à parte de três anos (1929-1932), quando William Cavendish-Bentinck, 6.º Duque de Portland colocou-o a venda no Christie's onde não se logrou resultados. Foi comprado pelo museu de William Caverdish Bentinch, sétimo duque de Portland em 1945 como herança de James Rose Vallentin.

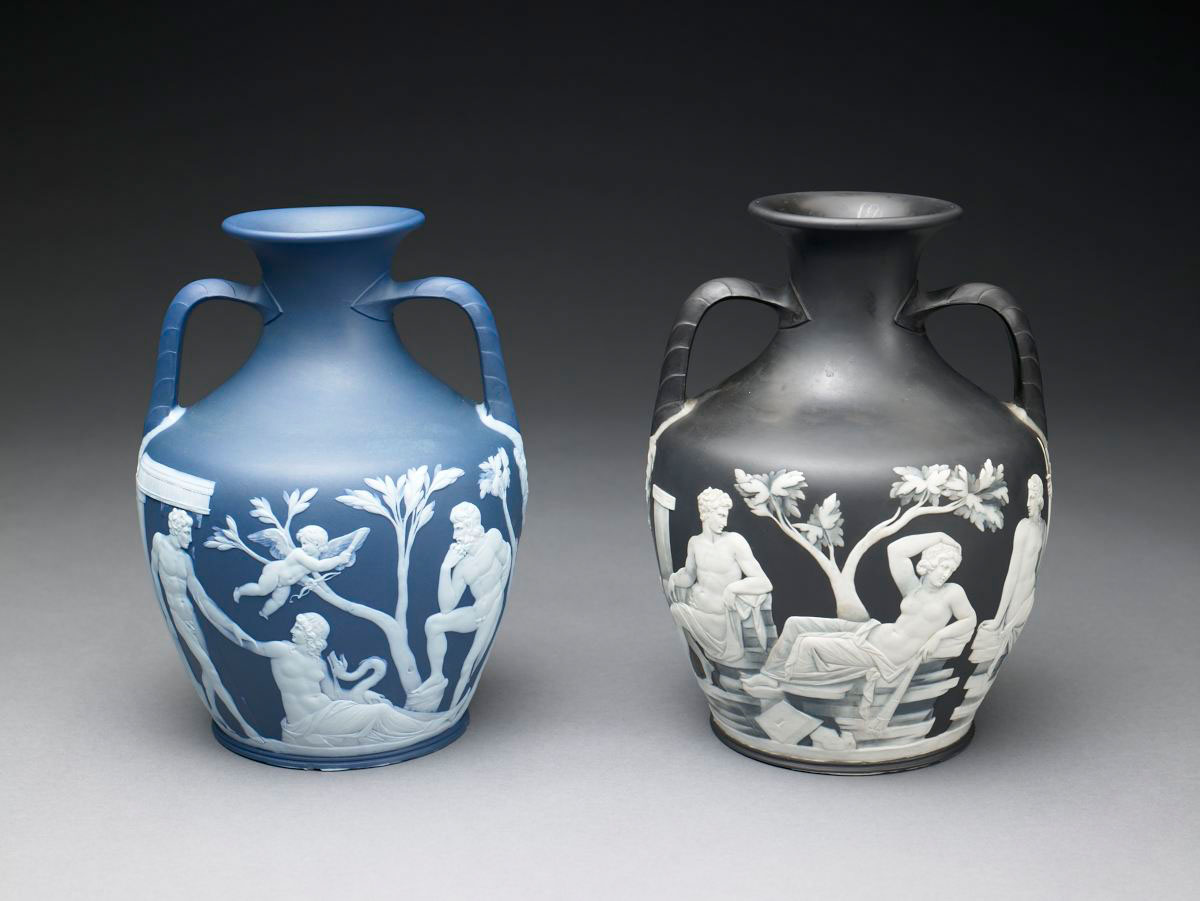
Cópias do Vaso de Portland.

Em 7 de fevereiro de 1845 o vaso foi quebrado por William Lloyd. Ele foi preso e acusado de crime de dano intencional. Quando seu advogado apontou um erro na redação do ato que parecia limitar a sua aplicação a casos de destruição de objetos no valos de mais de 5 kg, ele foi condenado pela destruição da caixa de vidro em que o vaso estava. Ele foi condenado a pagar um multa de três libras ou passar dois meses na prisão. Ele permaneceu na prisão até um benfeitor anônimo pagar a multa pelo correio.

### Cópias
Josiah Wedwood produziu em 1790 uma réplica perfeita do Vaso de Portland que exibiu em eventos privados em abril e maio do mesmo ano; atualmente se encontra no Victoria and Albert Museum. Bem como a cópia do V&A, outras são mantidas no Museu Fitzwilliam, no Museu de Arte de Indianópolis e no Departamento de Prehistória e Europa no Museu Britânico.